# Hollán Ernő-díj
Hollán Ernő volt az 1867. május 20-21-én megalakult Magyar mérnök- és építész-egylet első elnöke.
A díjat és az alapítványt az 1885. évi közgyűlés határozata alapján hozták létre az egyesület alapító elnökének, Hollán Ernőnek nevére örök emlékezetül a szakfejlődés előmozdítása céljából. 
A Hollán-díjat az egyesület összes működő szakosztályának tagjaiból választottjaiból évről évre megalakult bíráló bizottság ítéli oda az év folyamán megjelent legbecsesebb szakközlemények utólagos külön jutalmazásul.

## Hollán Ernő-díjasok
- 1897-ben: Kain Albert A székely vasutak építéséről 1897-ben megjelent két írásáért.
- 2003-ban: Kassai Ferenc okleveles építőmérnök, automatizálási szakmérnök
- 2003-ban: Jászay Tamás okleveles gépészmérnök
- 2004-ben: Pap Géza okleveles vegyészmérnök
- 2004-ben: Barsiné Pataky Etelka okleveles építőmérnök
- 2005-ben: Molnár László okleveles építőmérnök
- 2005-ben: Ronkay Ferenc okl. gépészmérnök, okl. gépész mérnöktanár, okl. távfűtő és távhőellátó szakmérnök
- 2006-ban Kolossváry Anna okleveles építőmérnök
- 2006-ban: Denk András okleveles gépészmérnök
- 2007-ben: Meszléry Celesztin okleveles gépészmérnök
- 2007-ben: Szilassy Kálmán okleveles építőmérnök
- 2008-ban: Chappon Miklós okleveles gépészmérnök, okl. gazdasági mérnök
- 2008-ban: Mecsi József okleveles építőmérnök
- 2009-ben: Csorja Zsuzsanna okleveles építőmérnök
- 2009-ben: Forstner Miklós okleveles építőmérnök
- 2010-ben: Bánó Imre okleveles gépészmérnök
- 2010-ben: Bende Zoltán okleveles vegyészmérnök
- 2011-ben: Hamarné Szabó Mária okleveles építőmérnök
- 2011-ben: Dulácska Endre okleveles építészmérnök
- 2012-ben: Erdélyi Zsófia okleveles építőmérnök
- 2012-ben: Szalay Gábor okleveles vegyészmérnök, okl. építőmérnök
- 2013-ban: Makra Magdolna okl. építőmérnök, okl. közműépítő szakmérnök
- 2013-ban: Zajovics András okleveles építőmérnök, okl. útépítő (városi forgalomtervezés) szakmérnök, okl. városépítési-városgazdasági szakmérnök
- 2014-ben: Kiss Károly építőmérnök, építészmérnök